# Рясненский сельсовет (Могилёвская область)
Ря́сненский сельсовет (бел. Расненскі сельсавет) — административно-территориальная единица 
Дрибинского района Могилёвской области Республики Беларусь.

## Население
- 1999 год — 1979 человек
- 2010 год — 1461 человек

На территории сельсовета расположено 20 населённых пунктов, в которых на 2011 год проживало 1676 человек.

## Предприятия
Сельскохозяйственная организация — Государственное предприятие «Совхоз имени Кирова»

## Социальная сфера
В малонаселённых пунктах имеется 5 домов социальных услуг, в целях оказания всего спектра социальных услуг жителям малонаселённых деревень.
Образовательные учреждения:
- Рясненская средняя школа, при школе имеется историко-этнографический музей.
- Рясненская вспомогательная школа-интернат, где учатся дети с особенностями психофизического развития.

## Самоуправление
На территории сельсовета по 20 населённым пунктам избраны 13 старост, создано 6 селькомов.

## Состав
Включает 20 населённых пунктов:
- Бабинки — деревня.
- Боброво — деревня.
- Горлово — деревня.
- Дубровка — деревня.
- Заполье — деревня.
- Затоны-1 — деревня.
- Затоны-2 — деревня.
- Заходы — деревня.
- Зубовка — деревня.
- Каменка — деревня.
- Каменская Горка — деревня.
- Кричеватка — деревня.
- Немерка — деревня.
- Новоселки — деревня.
- Пески — деревня.
- Прилеповка — деревня.
- Робцы — деревня.
- Рясно — деревня.
- Тугольдово — деревня.
- Черноречка — деревня.